# 北パタゴニア氷原
北パタゴニア氷原（きたパタゴニアひょうげん）とは、南アメリカ大陸のチリに存在する氷原。

## 概要
アンデス山脈に存在する氷床のうち、南パタゴニア氷原と対をなす小さい方の氷原が、北パタゴニア氷原である。北パタゴニア氷原は、その全域がサン・ラファエル湖国立公園に指定されている。
現在の北パタゴニア氷原および南パタゴニア氷原は、100万年以上前にパタゴニアの大部分を覆っていたパタゴニア氷床の残りである。近年、これらの氷原やその周辺の氷河は急速に後退（融解して消失）しており、残っているのは約4200km2程度に過ぎない。これでも極地以外では、地球上で最も多くの氷が天然に現存している場所として知られている。
北パタゴニア氷原からは、28の氷河が流れ出している。それらの中で、特に規模が大きなものはサン・クインティン氷河とサン・ラファエル氷河で、いずれも西の方向へと流れて太平洋の近くまで達している。サン・ラファエル氷河はサン・ラファエル湖国立公園内に存在する氷河跡湖のサン・ラファエル湖（Laguna San Rafael）へと注ぎ込んでいるが、近年は後退傾向（融解して短くなる傾向）にある。それより規模の小さなもの比較的有名な氷河としては、サン・バレンティン氷河やネフ氷河などがある。
アイセン州にあるサン・ラファエル湖およびグアヤネコ諸島一帯はバルディビア温帯雨林・チリのナンキョクブナ属のエコリージョンにあり、高山の落葉低木林、アイセンの落葉樹林、プユワピの常緑樹林、バケル島の混合常緑樹林、沿岸の常緑低木林、周氷河地形の低木林、メシエル海峡の泥炭地と沼地の常緑低木林の7種類の植生および湖沼、ラグーン、河川、三角江、干潟、砂浜などの地形が分布している。1979年にユネスコの生物圏保護区に指定された。